# Mead (Ontario)
Pour les articles homonymes, voir Mead.
Mead est une communauté canadienne formée autour d'un embranchement ferroviaire particulier sur le chemin de fer Algoma Central située dans le territoire non organisé de Cochrane, Unorganized, North Part dans le district de Cochrane dans la province de l'Ontario. Elle fait partie du canton non constitué de Lowther. Le seul bâtiment de Mead, aux côtés des quelques fermes, est celui d'une ancienne compagnie forestière. De 1973 à 1984, la compagnie forestière Newaygo Timber faisait fonctionner un moulin à scie à Mead. La communauté est située sur la route 583 dans le Nord de l'Ontario.

## Annexe